# Burgstall Alte Burg (Unterregenbach)
Der Burgstall Alte Burg, auch Unterregenbach genannt, ist eine abgegangene Höhenburg auf 415 m ü. NN auf dem Hochebenensporn zwischen der zuunterst in die Klinge des Totensteigebach einmündenden Fuchsklinge und dem  Tal der den Totensteigebach aufnehmenden Jagst. Sie liegt westlich-oberhalb des Mündungsweilers Unterregenbach, einem Stadtteil von Langenburg im Landkreis Schwäbisch Hall in Baden-Württemberg.
Bei der ehemaligen Burganlage handelte es sich um eine kleine Abschnittsbefestigung auf einer Innenfläche von 1,44 Hektar, von der nur noch Wall- und Grabenreste erhalten sind.
Die frühmittelalterliche Fluchtburg stand vermutlich mit der geistlichen Niederlassung im Ort in Verbindung. Grabungen der 1970er Jahre wurden 2023 durch eine Ausgrabung von Archäologen der Universität Tübingen erweitert.
Dabei konnten nach Lesefunden von Ofenkacheln und Keramik auch Teile der Burg ergraben werden. Teile eines Kalkbrennofens, Holzkohlenreste und Knochen wurden dabei nachgewiesen. Fundstücke aus der Bronzezeit belegen eine Besiedlung in vorchristlicher Zeit.
Die Fluchtburg war aber wohl nicht dauerhaft bewohnt, sondern wurde nur in unruhigen Zeiten zum Schutz aufgesucht. Die Lesefunde und Funde der Ausgrabungen lassen den Schluss zu, dass die Anlage etwa vom achten bis ins 14. Jahrhundert genutzt wurde.